# John Clements
John Selby Clements, Sir, (Londres, 25 de abril de 1910 - Brighton, 6 de abril de 1988) fue un actor y productor británico que trabajó en teatro, televisión y cine.

## Biografía

### Carrera teatral
Clements asistió a St Paul's School, en Londres, y St John's College, Cambridge .  Hizo su primera aparición profesional en el escenario en 1930, luego trabajó con Nigel Playfair y pasó algunos años en la Compañía shakesperiana de Ben Greet .
Clements fundó en 1935 el Intimate Theatre, combinando teatro experimental y de repertorio, en Palmers Green . Apareció en casi 200 obras de teatro y también presentó varias obras en el West End como actor, director y productor.
Clements se casó con la también actriz Kay Hammond y juntos tuvieron un éxito de crítica con su reposición en el West End de la obra Private Lives de Noël Coward en 1945. En 1952, ambos aparecieron en la obra de Clements The Happy Marriage, una adaptación de Le Complexe de Philemon de Jean Bernard-Luc. Clements interpretó a Edward Moulton Barrett en el musical Robert and Elizabeth, una exitosa adaptación de The Barretts of Wimpole Street.
En diciembre de 1951, Clements dirigió Man and Superman en el West End e interpretó el papel de John Tanner junto a Allan Cuthbertson.
Clements fue director artístico del Festival de Teatro de Chihester de 1966 a 1973.
El actor John Standing es su hijastro.

### Carrera cinematográfica

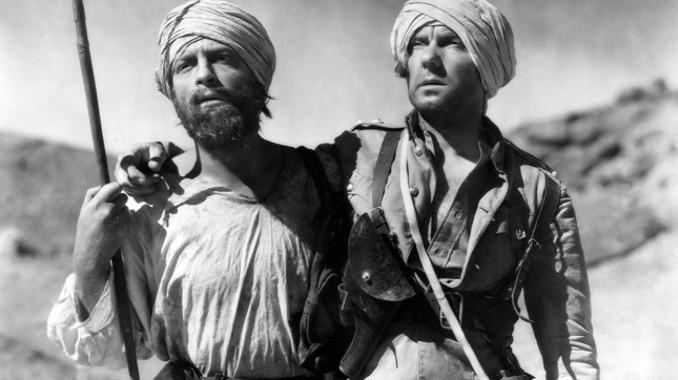
John Clements y Ralph Richardson en Las cuatro plumas (1939)

Como actor de cine, John Clements interpretó en la década de 1930 pequeños papeles de creciente tamaño para la productora de Alexander Korda. 
Causó una gran impresión junto a Robert Donat y Marlene Dietrich en Caballero sin armadura como Poushkoff, un joven comisario sensible y conflictivo que les salva la vida durante la Revolución Rusa. 
Saltó a mayor prominencia cuando el director de cine Victor Saville lo eligió para protagonizar junto a Ralph Richardson en South Riding (1938). Los dos actores se reunieron en la exitosa Las cuatro plumas (1939).
Después de eso, la carrera cinematográfica de Clements fue algo intermitente, aunque realizó una serie de películas de guerra británicas para Ealing Studios y British Aviation Pictures, como Convoy (1940), Ships with Wings (1942), Tomorrow We Live (1943) y como guerrillero yugoslavo . líder Milosh Petrovich en Encubierto (1943). Tuvo un cameo (como Abogado General ) en Gandhi (1982).

### Honores y muerte
Clements fue nombrado Comendador de la Orden del Imperio Británico (CBE) en 1956 y nombrado caballero en 1968. Murió en Brighton, East Sussex, en 1988.
 